# Lepidothrix
Lepidothrix – rodzaj ptaków z podrodziny gorzyków (Piprinae) w rodzinie gorzykowatych (Pipridae).

## Zasięg występowania
Rodzaj obejmuje gatunki występujące w Ameryce Południowej i Centralnej.

## Morfologia
Długość ciała 7,5–9 cm; masa ciała 7,8–11 g.

## Systematyka

### Etymologia
- Curruca: łac. curruca lub curuca „rogacz”, niezidentyfikowany mały ptak, o którym wspomniał Juwenalis (przez niektórych edytorów stosowany był wariant eruca lub uruca „gąsienica” (ptak))[6]. Gatunek typowy: [Pipra] serena Linnaeus, 1766; młodszy homonim Curruca Möhring, 1758 (Sylviidae).
- Lepidothrix: gr. λεπις lepis, λεπιδος lepidos „łuska”, od λεπω lepō „łuszczyć”; θριξ thrix, τριχος trikhos „włosy”[7].
- Dasyncetopa: gr. δασυνω dasunō „być włochatym”; μετωπον metōpon „czoło”, od μετα meta pomiędzy; ωψ ōps, ωπος ōpos „oko”[8]. Gatunek typowy: [Pipra] serena Linnaeus, 1766.
- Neolepidothrix: gr. νεος neos „nowy”; rodzaj Lepidothrix Bonaparte, 1854 (gorzyczek)[9]. Nazwa zastępcza dla Lepidothrix Bonaparte, 1854.

### Podział systematyczny
Do rodzaju należą następujące gatunki:
- Lepidothrix suavissima (Salvin & Godman, 1882) – gorzyczek zółtobrzuchy
- Lepidothrix serena (Linnaeus, 1766) – gorzyczek białoczelny
- Lepidothrix velutina (von Berlepsch, 1883) – gorzyczek aksamitny
- Lepidothrix coronata (von Spix, 1825) – gorzyczek czapeczkowy
- Lepidothrix nattereri (P.L. Sclater, 1865) – gorzyczek białorzytny
- Lepidothrix vilasboasi (Sick, 1959) – gorzyczek zielonkawy
- Lepidothrix iris (Schinz, 1851) – gorzyczek srebrnogłowy
- Lepidothrix isidorei (P.L. Sclater, 1852) – gorzyczek modrorzytny
- Lepidothrix coeruleocapilla (von Tschudi, 1844) – gorzyczek peruwiański